# Tiranet orellut de São Paulo
El tiranet orellut de São Paulo (Phylloscartes paulista) és un ocell de la família dels tirànids (Tyrannidae).

## Hàbitat i distribució
Habita zones boscoses de l'est de Paraguai, nord-est de l'Argentina i sud-est de Brasil.